# Жил-был полицейский
«Жил-был полицейский» (фр. Il était une fois un flic) — кинофильм 1971 года совместного франко-итальянского производства. Экранизация произведения, автор которого — Ришар Карон.

## Сюжет
Полицейский инспектор, в рамках одного из заданий, вживается в роль брата убитого наркобарона. Подставные жена и её сын не очень рады присутствию «родственника» и превращают его жизнь в кошмар. А между тем операция привлекает международное внимание разнообразных структур: американского агентства по борьбе с наркотиками, тамошней мафии и местного криминалитета, полицейские круги Франции и соседних стран. Плохие парни на охоте и основная цель — новая «семья» инспектора.

## В ролях
- Мирей Дарк — Кристина
- Мишель Константен — комиссар Кампана
- Эрве Ийен — Бернар, сын Кристины
- Мишель Лонсдаль — комиссар Люка
- Венантино Венантини — мафиозо-киллер
- Джулиано Дисперати — мафиозо-киллер
- Робер Кастель — Родригес
- Даниэль Ивернель — Лигман
- Филлис Мэйджор — Марианна Галифакс
- Робер Дальбан — комиссар Шове
- Чарльз Саутвуд — 1-й американский полицейский по борьбе с наркотиками
- Шарли Бертони — 2-й американский полицейский по борьбе с наркотиками
- Дадо Кростароза — португалец, которого застрелили мафиози у выхода из бистро в Маньяне
- Жан Луизи — шофёр такси
- Жан Панисс — грузчик, поднимвший шкаф с наркотиками в квартиру Камрана
- Ален Делон — человек, который искал Родригеса

## Интересные факты
- Мишель Константен имеет русские корни.
- Ален Делон появляется в этом фильме всего на несколько секунд, его персонаж никак не связан с сюжетом. Делон в это время был гражданским мужем Мирей Дарк. На вопрос персонажа  Константена — кто это был — героиня Мирей Дарк отвечает: «Да так, один».